# Si no te hubiera conocido
Si no te hubiera conocido – piosenka latin-popowa pochodząca z hiszpańskojęzycznego albumu studyjnego amerykańskiej wokalistki Christiny Aguilery zatytułowanego Mi Reflejo (2000). Utwór napisany został i wyprodukowany przez Rudy’ego Péreza oraz nagrany z udziałem portorykańskiego piosenkarza Luisa Fonsiego.
Piosenka nie została wydana na singlu, lecz pomimo to, była notowana na listach przebojów w Stanach Zjednoczonych i Argentynie (w tym na liście Hot Latin Tracks magazynu Billboard). Krytycy wystawili jej pozytywne oceny, w recenzjach chwaląc wokal Aguilera oraz współpracę artystki z Fonsim.

## Informacje o utworze
„Si no te hubiera conocido” to rytmiczna ballada o tematyce miłosnej, gatunkowo określona jako latynoski pop. Jest to jeden z sześciu oryginalnych, hiszpańskojęzycznych piosenek z albumu Mi Reflejo, które nie są latynoskimi odpowiednikami przebojów wokalistki z jej debiutanckiego albumu (jak singlowy „Genio atrapado”). W utworze głos Aguilery opiera się na oktawach, najwyższą z nich jest F5. Utwór nie został wydany na singlu, mimo to zestawiony był w trzech notowaniach magazynu Billboard: Hot Latin Tracks, Latin Pop Songs oraz Latin Tropical Songs – kolejno na pozycjach 36., 2. i szczytowej 1. Zajął też miejsce trzydzieste trzecie na liście przebojów w Argentynie.

## Opinie
Zdaniem redaktorów serwisu the-rockferry.onet.pl, „Si no te hubiera conocido” to jedna z najlepszych kompozycji nagranych przez Aguilerę w latach 1997–2010.

### Recenzje
Kurt B. Reighley, pamflecista magazynu Wall of Sound, docenił klimat piosenki oraz rangę wokalną wykonawczyni. Według Reighleya, „'Si no te hubiera conocido’, słodki, czułostkowy duet z portorykańskim piosenkarzem Luisem Fonsi, zaczyna się uroczo i przeobraża się w Międzynarodowy Konkurs Krzyku”. „Jej wokal i rozpiętość emocjonalna są znaczne.” – pisał Richard Torrez w recenzji albumu Mi Reflejo dla pisma Newsday. „Aguilerze doskonale udaje się uchwycenie wszystkich płonących elementów swojego głosu w klasycznym bolero 'Contigo en la distancia’, a także piękne zharmonizowanie się z Luisem Fonsi w Pérezowskim 'Si no te hubiera conocido’.”

## Pozycje na listach przebojów
| Kraj/region       | Notowanie (2001)     | Wydawca   | Najwyższa pozycja |
| ----------------- | -------------------- | --------- | ----------------- |
| Argentyna         | Top 100 Singles      | IFPI      | 33                |
| Stany Zjednoczone | Hot Latin Tracks     | Billboard | 36                |
| Stany Zjednoczone | Latin Pop Songs      | Billboard | 2                 |
| Stany Zjednoczone | Latin Tropical Songs | Billboard | 1                 |